# Stadion Cementarnica
Stadion Cementarnica – stadion piłkarski w Skopju, stolicy Macedonii Północnej. Obiekt może pomieścić 3000 widzów. Swoje spotkania rozgrywają na nim piłkarze klubu Cementarnica Skopje.